# Deutsche Meisterschaften im Rennrodeln 2013
Die Deutschen Meisterschaften im Rennrodeln 2013 fanden am 21. und 22. Dezember 2012 auf der Kunsteisbahn Königssee statt.
Aufgrund des engen Weltcup-Terminkalenders der Saison 2012/13 wurden die Wettkämpfe zwischen den Weltcupstationen in Sigulda (15.–16. Dezember 2012) und auf eben jener Bahn am Königssee (5.–6. Januar 2013) ausgetragen. Die Titel gingen an Natalie Geisenberger im Einsitzer der Frauen, David Möller im Einsitzer der Männer und Tobias Wendl/Tobias Arlt im Doppelsitzer. Den Staffelwettbewerb gewann das bayerische Team um Natalie Geisenberger, Julian von Schleinitz und Tobias Wendl/Tobias Arlt.
Mit den Rennen fand ebenso eine Selektion für die weiteren Weltcuprennen statt: Aufgrund ihrer Verletzung schied Tatjana Hüfner aus dem Kader für das folgende Weltcuprennen am Königssee aus. Bundestrainer Norbert Loch nominierte für das Rennen Anfang Januar neben Natalie Geisenberger und Anke Wischnewski die Nachwuchsfahrerinnen Aileen Frisch und Carina Schwab. Für den Weltcup in Oberhof wurde Dajana Eitberger nominiert, während der vierte Startplatz zunächst für Hüfner reserviert wurde. Bei den Männern setzte sich Julian von Schleinitz gegen Ralf Palik durch und erhielt einen Startplatz für die Stationen am Königssee und in Oberhof. Für das Rennen am Königssee erhielt zudem das Nachwuchsdoppelsitzerpaar Robin Geueke und David Gamm einen Platz im deutschen Aufgebot.

## Ergebnisse

### Einsitzer der Frauen
| Platz | Sportlerin             | Verein                        | Laufzeiten        | Zeit         |
| ----- | ---------------------- | ----------------------------- | ----------------- | ------------ |
| 1     | Natalie Geisenberger   | ASV Miesbach                  | 51,262 s 51,005 s | 1:42,267 min |
| 2     | Anke Wischnewski       | WSC Erzgebirge Oberwiesenthal | 51,409 s 51,013 s | +0,155 s     |
| 3     | Aileen Frisch          | SSV Altenberg                 | 51,438 s 51,070 s | +0,241 s     |
| 4     | Carina Schwab          | RC Berchtesgaden              | 51,548 s 50,962 s | +0,243 s     |
| 5     | Dajana Eitberger       | RC Ilmenau                    | 51,525 s 50,999 s | +0,257 s     |
| 6     | Corinna Martini        | BSC Winterberg                | 51,614 s 51,177 s | +0,524 s     |
| 7     | Nathalie Burkhardt     | BRC 05 Friedrichroda          | 51,683 s 51,524 s | +0,940 s     |
| 8     | Carolin von Schleinitz | WSV Königssee                 | 51,876 s 51,711 s | +1,320 s     |
| 9     | Julia Taubitz          | WSC Erzgebirge Oberwiesenthal | 52,014 s 51,694 s | +1,441 s     |
| 10    | Saskia Langer          | ESV Lok Zwickau               | 52,143 s 51,676 s | +1,552 s     |
| 11    | Angelique Fleischer    | SSV Altenberg                 | 52,237 s 51,936 s | +1,906 s     |
| 12    | Nadine Kadner          | SSV Altenberg                 | 52,462 s 51,971 s | +2,166 s     |
| 13    | Barbara Frisch         | SSV Altenberg                 | 52,501 s 52,316 s | +2,550 s     |
| DNF   | Luisa Lincke           | SSV Altenberg                 | 52,811 s DNF      |              |
| DNS   | Tatjana Hüfner         | BRC 05 Friedrichroda          |                   |              |

Datum: 22. Dezember 2012

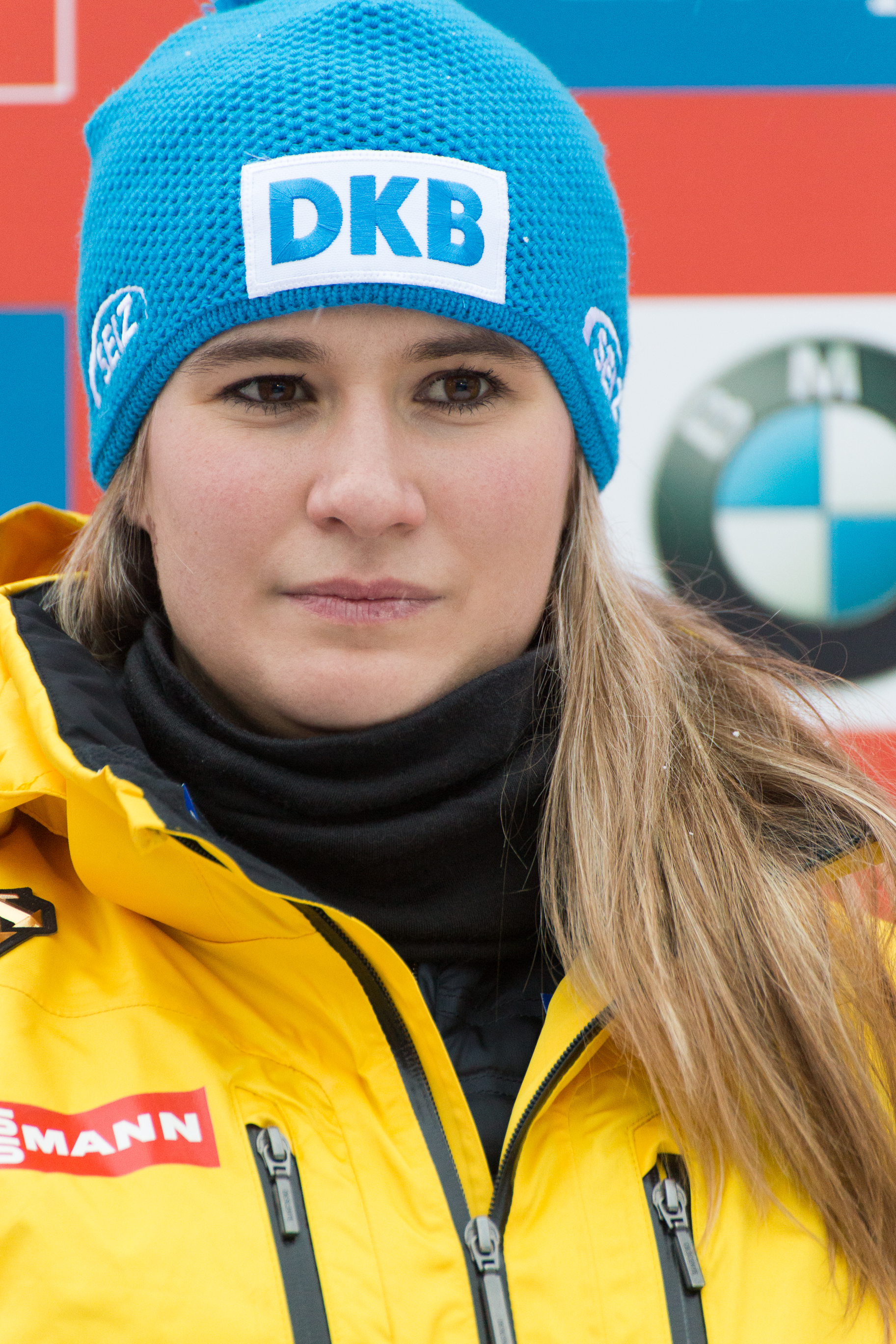
Natalie Geisenberger, Deutsche Meisterin

Den deutschen Meistertitel sicherte sich die Gesamtweltcupführende Natalie Geisenberger vor Anke Wischnewski und Aileen Frisch. Die Gesamtweltcupsiegerin der Saison 2011/12 und Titelverteidigerin, Tatjana Hüfner, war gemeldet, musste die deutschen Meisterschaften jedoch aufgrund einer Rückenverletzung auslassen. Carina Schwab erreichte bei ihren letzten deutschen Meisterschaften knapp nur den 4. Platz, obwohl sie im zweiten Lauf Bestzeit fuhr. Für den Bronzerang fehlten ihr lediglich zwei Tausendstel. Auf den Plätzen 5 und 6 folgten Dajana Eitberger und Corinna Martini. Die weiteren Plätze belegten die Nachwuchsfahrerinnen Nathalie Burkhardt, Carolin von Schleinitz, Julia Taubitz, Saskia Langer, Angelique Fleischer, Nadine Kadner und Barbara Frisch. Luisa Lincke stürzte im zweiten Lauf und erreichte das Ziel nicht.

### Einsitzer der Männer
| Platz | Sportlerin            | Verein                        | Laufzeiten        | Zeit         |
| ----- | --------------------- | ----------------------------- | ----------------- | ------------ |
| 1     | David Möller          | BSR Rennsteig Oberhof         | 49,973 s 49,435 s | 1:39,408 min |
| 2     | Andi Langenhan        | RRC Zella-Mehlis              | 49,887 s 49,629 s | +0,108 s     |
| 3     | Johannes Ludwig       | BSR Rennsteig Oberhof         | 50,058 s 49,961 s | +0,341 s     |
| 4     | Julian von Schleinitz | WSV Königssee                 | 50,304 s 49,738 s | +0,634 s     |
| 5     | Florian Berkes        | RT Suhl                       | 50,199 s 49,952 s | +0,743 s     |
| 6     | Ralf Palik            | WSC Erzgebirge Oberwiesenthal | 50,207 s 50,054 s | +0,853 s     |
| 7     | Chris Eißler          | ESV Lok Zwickau               | 50,321 s 49,974 s | +0,887 s     |
| 8     | Marcel Engljähringer  | RC Berchtesgaden              | 50,378 s 50,027 s | +0,997 s     |
| 9     | Georg Reumschüssel    | RT Suhl                       | 50,184 s 50,236 s | +1,021 s     |
| 10    | Toni Gräfe            | RC Ilmenau                    | 50,395 s 50,080 s | +1,067 s     |
| 11    | Christian Paffe       | BRC Hallenberg                | 50,331 s 52,564 s | +3,487 s     |

Datum: 22. Dezember 2012

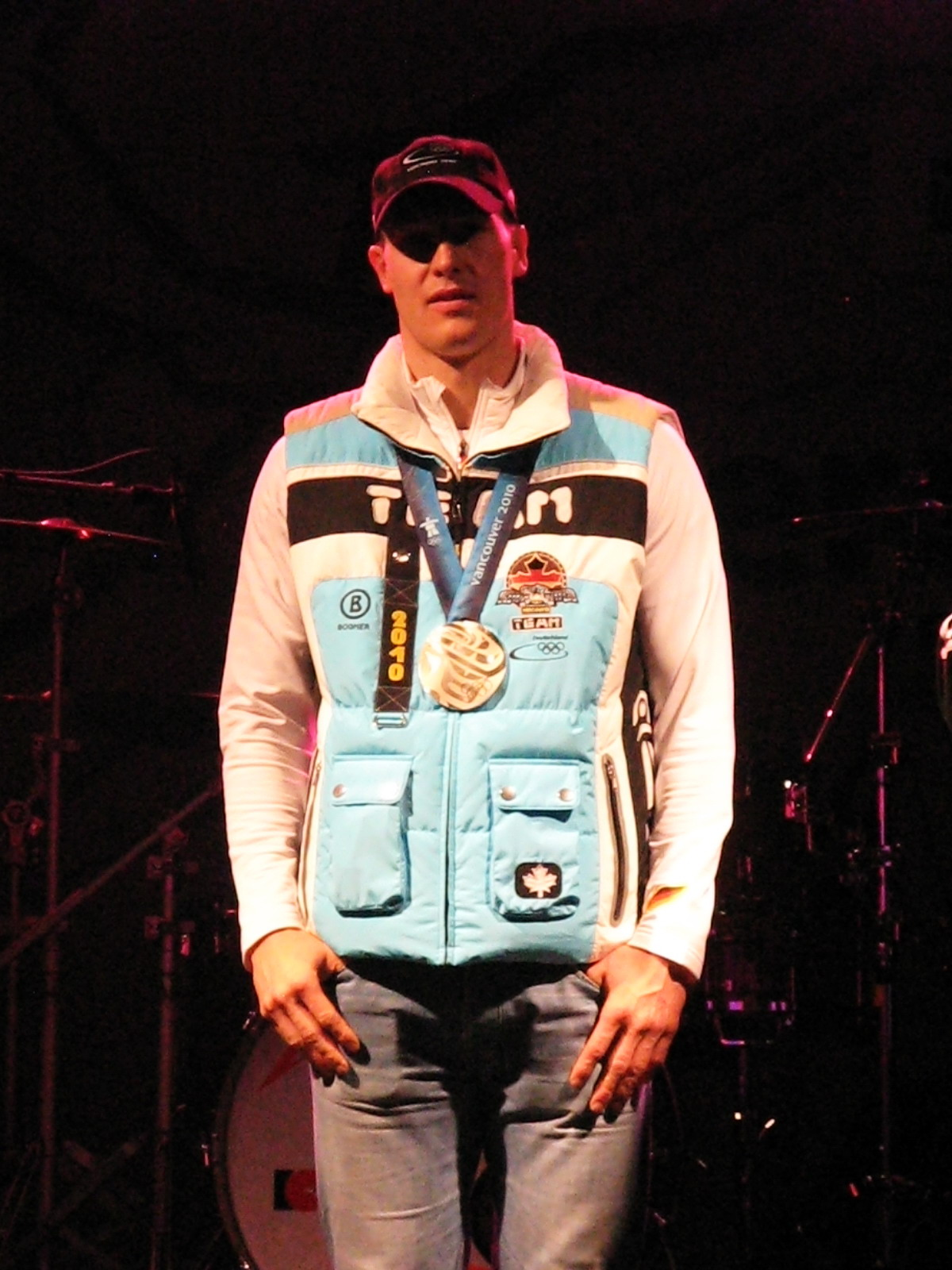
David Möller, Deutscher Meister

Nach dem ersten Lauf führte Andi Langenhan vor David Möller, der aufgrund des deutlich besseren zweiten Laufes noch an Langenhan vorbeizog und sich, in grippebedingter Abwesenheit von Titelverteidiger Felix Loch, den deutschen Meistertitel sicherte. Auf Rang 3 fuhr Johannes Ludwig. Julian von Schleinitz, nach dem ersten Lauf noch auf Rang 7, fuhr schlussendlich noch auf Rang 4 vor. Auf den weiteren Plätzen kamen Florian Berkes, Ralf Palik, Chris Eißler und Marcel Engljähringer ins Ziel. Georg Reumschüssel, der nach dem ersten Lauf noch Vierter war, wurde nach einem schlechten zweiten Lauf schlussendlich nur Neunter, vor Toni Gräfe und Christian Paffe, dem im zweiten Lauf ein schwerer Fahrfehler unterlief.

### Doppelsitzer
| Platz | Sportlerin                     | Verein                          | Laufzeiten        | Zeit         |
| ----- | ------------------------------ | ------------------------------- | ----------------- | ------------ |
| 1     | Tobias Wendl/Tobias Arlt       | RC Berchtesgaden/WSV Königssee  | 50,487 s 50,369 s | 1:40,856 min |
| 2     | Toni Eggert/Sascha Benecken    | BRC Ilsenburg                   | 50,880 s 50,664 s | +0,688 s     |
| 3     | Daniel Rothamel/Toni Förtsch   | RRC Zella-Mehlis/BSC Winterberg | 51,148 s 50,966 s | +1,258 s     |
| 4     | Robin Geueke/David Gamm        | SC Fredeburg/BSC Winterberg     | 51,258 s 51,245 s | +1,647 s     |
| 5     | Tim Brendel/Florian Funk       | BC Bad Feilnbach                | 51,634 s 51,406 s | +2,184 s     |
| 6     | Julius Löffler/Florian Küchler | SSV Altenberg                   | 51,519 s 53,062 s | +3,725 s     |

Datum: 22. Dezember 2012

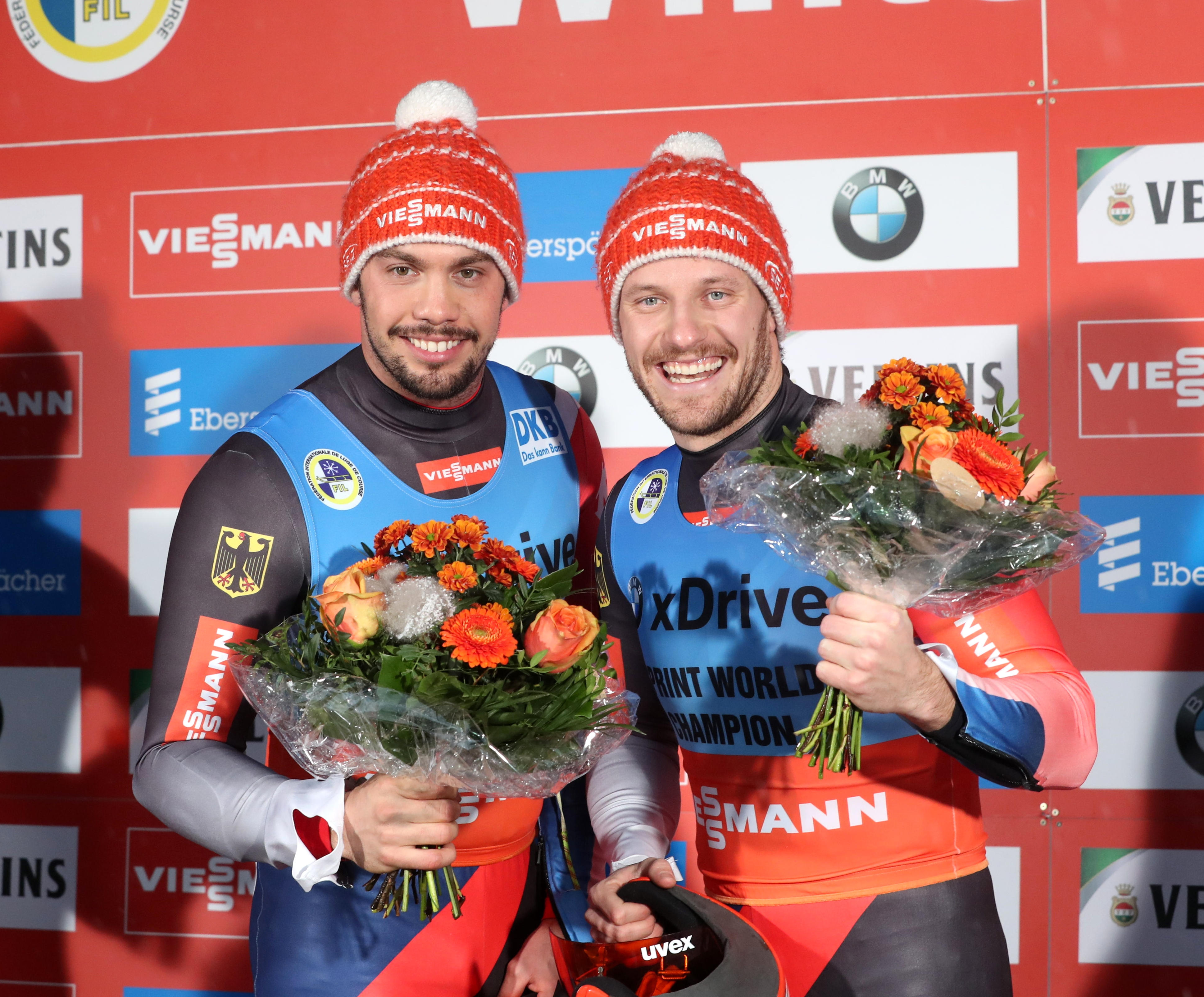
Tobias Wendl und Tobias Arlt, Deutsche Meister

Den Sieg sicherten sich die Lokalmatadoren Tobias Wendl und Tobias Arlt mit einem Vorsprung von rund 7 Zehnteln vor Toni Eggert und Sascha Benecken, die in beiden Läufen klar unterlegen waren. Das neu zusammengestellte Doppelsitzerpaar Daniel Rothamel und Toni Förtsch sicherte sich die Bronzemedaille vor dem Nachwuchsdoppelsitzerpaar Robin Geueke und David Gamm sowie Tim Brendel und Florian Funk. Julius Löffler und Florian Küchler, die nach dem ersten Lauf noch Fünfte waren, erwischten im zweiten Lauf einen sehr schlechten Start und kamen schlussendlich mit einem Rückstand von mehr als 3,7 Sekunden als Letzte ins Ziel.

### Staffelwettbewerb
| Platz | Sportlerin                                                           | Verein                                                    | Laufzeiten                 | Zeit         |
| ----- | -------------------------------------------------------------------- | --------------------------------------------------------- | -------------------------- | ------------ |
| 1     | Natalie Geisenberger Julian von Schleinitz Tobias Wendl/Tobias Arlt  | ASV Miesbach WSV Königssee RC Berchtesgaden/WSV Königssee | 53,229 s 55,287 s 55,163 s | 2:43,679 min |
| 2     | Dajana Eitberger David Möller Toni Eggert/Sascha Benecken            | RC Ilmenau BSR Rennsteig Oberhof                          | 53,375 s 54,899 s 55,482 s | +0,077 s     |
| 3     | Anke Wischnewski Ralf Palik Julius Löffler/Florian Küchler           | WSC Erzgebirge Oberwiesenthal SSV Altenberg               | 53,316 s 55,004 s 56,463 s | +1,104 s     |
| 4     | Corinna Martini Christian Paffe Robin Geueke/David Gamm              | BSC Winterberg BRC Hallenberg SC Fredeburg/BSC Winterberg | 53,380 s 55,766 s 55,652 s | +1,119 s     |
| 5     | Carolin von Schleinitz Marcel Engljähringer Tim Brendel/Florian Funk | WSV Königssee RC Berchtesgaden BC Bad Feilnbach           | 54,033 s 55,826 s 56,853 s | +3,033 s     |
| DNF   | Nathalie Burkhardt Andi Langenhan Daniel Rothamel/Toni Förtsch       | BRC 05 Friedrichroda RRC Zella-Mehlis /TSV Zella Mehlis   | DNF DNS                    |              |

Datum: 21. Dezember 2012
Die Zusammensetzung der Teams im Staffelwettbewerb wurde anhand der Trainingsgruppen der deutschen Rennrodler festgelegt. Es siegten die Lokalmatadoren um Natalie Geisenberger, Julian von Schleinitz – der für Felix Loch in das Team gerückt war – sowie Tobias Wendl und Tobias Arlt vor den Teams aus Thüringen – bestehend aus Dajana Eitberger, David Möller, Toni Eggert und Sascha Benecken – und Sachsen, mit Anke Wischnewski, Ralf Palik, Julius Löffler und Florian Küchler. Das Winterberger Team um Corinna Martini, Christian Paffe, Robin Geueke und David Gamm fuhr auf Rang 4, vor dem zweiten bayerischen Team mit Carolin von Schleinitz, Marcel Engljähringer, Tim Brendel und Florian Funk. Nathalie Burkhardt, die für das zweite Team Thüringens an den Start gegangen war, stürzte, weshalb Andi Langenhan, Daniel Rothamel und Toni Förtsch keine Wertungsläufe mehr absolvieren konnten.